# 韦特劳地区赖谢尔斯海姆
韦特劳地区赖谢尔斯海姆（德語：Reichelsheim (Wetterau)），简称赖谢尔斯海姆（德語：Reichelsheim，發音：[ˈʁaɪçl̩shaɪm] ⓘ），是德国黑森州达姆施塔特行政区韦特劳县的城市，面积27.56平方千米，人口为人。